# 色無地

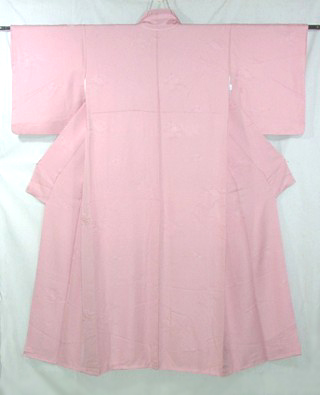
色無地

色無地（いろむじ）とは、日本の和服の中で柄のない黒以外の無地の和服のことをいう。
家紋を入れることで訪問着などと同様に礼装として着ることもでき、家紋がなければ略礼装や普段着として着ることができるうえ、黒の帯をすることで略式の喪服とすることも可能であるというTPOを選ばない便利な和服である。
また、薄いグレー地の九寸帯などをすれば、法事にも可能。
関東地方においては「江戸小紋」という武士の裃（かみしも）に使われている柄も、これと同様の用途で用いることができるが、関西方面においては江戸小紋は色無地ではなく「小紋」の位置づけがなされている場合もある。
茶道では万事派手を退け、道具の柄との喧嘩を避ける意味から、茶事では色無地着用が推奨される。
素材は縮緬や綸子が多く、礼装用にはこれらの素材が用いられる。紬で作られたものがあるが、無地であっても紬なので礼装には着用しない方が無難とされ、よそ行きの洒落た雰囲気の普段着として考える方が良い。